# Thoughts of a Predicate Felon
Thoughts of a Predicate Felon é um álbum comercial de estreia do rapper Tony Yayo, integrante do grupo G-Unit. Estreou na segunda posição do Billboard 200 e vendeu cerca de 250.000 cópias na sua primeira semana de lançamento. 50 Cent é o produtor executivo e o principal convidado especial. Foi lançado em 30 de agosto de 2005. Foi avaliado como 3 estrelas pela Allmusic.

## Lista de faixas
| #  | Canção                     | Convidado especial(is)            | Produtor(es)                                          | Duração |
| -- | -------------------------- | --------------------------------- | ----------------------------------------------------- | ------- |
| 1  | "Intro"                    |                                   |                                                       | 1:13    |
| 2  | "Homicide"                 |                                   | Domingo                                               | 3:38    |
| 3  | "It Is What It Is"         | Spider Loc                        | Sebb, produção adicional de: Eminem                   | 5:00    |
| 4  | "Tattle Teller"            |                                   | Black Jeruz & Sha Money XL                            | 4:16    |
| 5  | "So Seductive"             | 50 Cent                           | Punch                                                 | 3:30    |
| 6  | "Eastside Westside"        |                                   | Focus                                                 | 2:47    |
| 7  | "Drama Setter"             | Eminem & Obie Trice               | Eminem, produção adicional de: Jeff Bass & Luis Resto | 5:03    |
| 8  | "We Don't Give A Fuck"     | 50 Cent, Lloyd Banks & Olivia     | J. R. Rotem                                           | 3:41    |
| 9  | "Pimpin'"                  |                                   | LT Moe                                                | 3:06    |
| 10 | "Curious"                  | Joe                               | Sam Sneed                                             | 3:23    |
| 11 | "I'm So High"              | Kokane                            | DJ Khalil                                             | 3:24    |
| 12 | "Love My Style"            |                                   | megahertz                                             | 4:08    |
| 13 | "Project Princess"         | Jagged Edge                       | Focus                                                 | 3:49    |
| 14 | "G-Shit"                   |                                   | Ron Browz                                             | 3:45    |
| 15 | "I Know You Don't Love Me" | Lloyd Banks, 50 Cent & Young Buck | Studio 44                                             | 3:55    |
| 16 | "Dear Suzie"               |                                   | Havoc                                                 | 3:07    |
| 17 | "Live By the Gun"          |                                   | Focus                                                 | 2:57    |